# مات كامبل (مدير فني)
مات كامبل (بالإنجليزية: Matt Campbell)‏ هو مدير فني أمريكي، ولد في 29 نوفمبر 1979 في ماسيلون في الولايات المتحدة.